# Miyun
Miyun (cinese semplificato: 密云县; cinese tradizionale: 密雲縣; mandarino pinyin: Mìyún Qū) è un distretto di Pechino. Ha una superficie di 2.229,45 km² e una popolazione di 500.000 abitanti al 2020. Passò da contea a distretto nel 2015.